# 6352 Schlaun
A 6352 Schlaun (ideiglenes jelöléssel 2400 T-3) a Naprendszer kisbolygóövében található aszteroida. Cornelis Johannes van Houten,  Ingrid van Houten-Groeneveld és Tom Gehrels fedezte fel 1977. október 16-án.